# Crazy Little Thing Called Love
Crazy Little Thing Called Love ist ein Lied von Queen aus dem Jahr 1979, das von Freddie Mercury geschrieben wurde und auf dem Album The Game erschien.

## Originalversion

### Entstehungshintergrund
Laut einer Aussage von Freddie Mercury in der Melody Maker Ausgabe vom 2. Mai 1981 komponierte er Crazy Little Thing Called Love auf seiner Gitarre in nur fünf bis zehn Minuten:

'Crazy Little Thing Called Love' took me five or ten minutes. I did that on the guitar, which I can't play for nuts, and in one way it was quite a good thing because I was restricted, knowing only a few chords. It's a good discipline because I simply had to write within a small framework. I couldn't work through too many chords and because of that restriction I wrote a good song, I think.

„Ich brauchte für Crazy Little Thing Called Love fünf oder zehn Minuten. Ich habe es auf meiner Gitarre komponiert, die ich nur sehr schlecht spiele, und in gewisser Weise war das ganz gut, weil ich eingeschränkt war und nur einige wenige Akkorde kannte. So was ist eine gute Disziplin, denn ich musste einfach innerhalb dieses kleinen Rahmens komponieren. Ich konnte nicht zu viele Akkorde durchspielen und ich denke, gerade wegen dieser Einschränkung habe ich ein gutes Lied geschrieben.“

Der Schlagzeuger Roger Taylor erklärte in einem Interview, dass Mercury das Lied in zehn Minuten geschrieben hat, während er in der Pause einer Aufnahme-Session ein Bad im Hotel Bayerischer Hof in München genommen habe. Der ehemalige Queen-Roadie Peter Hince schreibt dagegen in seinem Buch Queen Unseen, dass es eine Badewanne im Münchener Hotel „Hilton am Tucherpark“ war. Dafür spricht, dass das Hilton das Stammhotel von Queen in München war und sich auch in geographischer Nähe zum Musicland-Studio befindet. Mercury wollte ein vom Rockabilly inspiriertes Stück im Stile von Elvis Presley aufnehmen. Nachdem Mercury das Lied geschrieben hatte, kehrte er ins Aufnahmestudio zurück und präsentierte es Roger Taylor und John Deacon. Die drei nahmen das Lied anschließend mit ihrem neuen Produzenten Mack in den Musicland Studios in München auf. Berichten zufolge wurde das Lied in nur einer halben Stunde komplett aufgenommen, jedoch sagte Mack, die Aufnahmen hätten sechs Stunden gedauert. Auf der Aufnahme spielte Mercury bei Crazy Little Thing Called Love eine Rhythmusgitarre.
Freddie Mercury spielte auf einer Version des Liedes auch anstelle von Brian May das Gitarrensolo, diese Version ging jedoch verloren.
Am 5. Oktober 1979 wurde das Stück als erste Single des Albums ausgekoppelt und erreichte schnell kommerziellen Erfolg. Unter anderem erreichte das Lied noch im selben Jahr Platz zwei der britischen Charts. 1980 wurde das Lied in den Vereinigten Staaten ein Nummer-eins-Hit und hielt sich mehrere Wochen an der Spitze. Auch in Australien, Kanada und den Niederlanden wurde das Lied ein Nummer-eins-Hit. In Brasilien war der Song auf dem internationalen Soundtrack von Tempos Modernos erschienen. Auf manchen Ausgaben der Single erschienen je nach Markt auf der B-Seite die Liveversion der Lieder We Will Rock You und Spread Your Wings.
Bei Live-Auftritten begann Mercury das Lied auf einer beigen Fender Telecaster, May auf einer zwölfsaitigen Akustikgitarre. Während der Bridge jedoch wechselte auch May auf eine schwarze Telecaster. Erst kurz vor dem letzten Refrain wechselte May auf seine Red Special, um das Lied stets mit einem zusätzlichen Solo abzuschließen.

### Mitwirkende
- Freddie Mercury: Gesang, Rhythmusgitarre, Backgroundgesang, Handclaps
- Brian May: Leadgitarre, Backgroundgesang, Handclaps
- John Deacon: Bassgitarre, Handclaps
- Roger Taylor: Schlagzeug, Backgroundgesang, Handclaps
- Reinhold Mack: Produktion

## Kommerzieller Erfolg

### Chartplatzierungen
| ChartsChartplatzierungen       | Höchstplatzierung | Wochen/ Monate |
| ------------------------------ | ----------------- | -------------- |
| Deutschland (GfK)              | 13 (25 Wo.)       | 25 Wo.         |
| Österreich (Ö3)                | 9 (2,5 Mt.)       | 2,5 Mt.        |
| Schweiz (IFPI)                 | 5 (8 Wo.)         | 8 Wo.          |
| Vereinigte Staaten (Billboard) | 1 (22 Wo.)        | 22 Wo.         |
| Vereinigtes Königreich (OCC)   | 2 (14 Wo.)        | 14 Wo.         |

| ChartsJahrescharts (1980)      | Platzierung |
| ------------------------------ | ----------- |
| Deutschland (GfK)              | 56          |
| Vereinigte Staaten (Billboard) | 6           |

### Auszeichnungen für Musikverkäufe
| Land/Region                  | Auszeichnungen für Musikverkäufe (Land/Region, Auszeichnung, Verkäufe) | Verkäufe  |
| ---------------------------- | ---------------------------------------------------------------------- | --------- |
| Argentinien (CAPIF)          | Gold                                                                   | 50.000    |
| Dänemark (IFPI)              | Platin                                                                 | 90.000    |
| Italien (FIMI)               | Platin                                                                 | 100.000   |
| Neuseeland (RMNZ)            | 3× Platin                                                              | 90.000    |
| Niederlande (NVPI)           | Platin                                                                 | 150.000   |
| Spanien (Promusicae)         | 2× Platin                                                              | 120.000   |
| Vereinigte Staaten (RIAA)    | Platin                                                                 | 1.000.000 |
| Vereinigtes Königreich (BPI) | Gold · + Platin (Digital)                                              | 1.100.000 |
| Insgesamt                    | 2× Gold · 10× Platin ·                                                 | 2.700.000 |

Hauptartikel: Queen (Band)/Auszeichnungen für Musikverkäufe

## Coverversionen

### Dwight-Yoakam-Version
Der amerikanische Country-Sänger Dwight Yoakam coverte das Lied 1999 auf seinem Greatest-Hits-Album Last Chance for a Thousand Years: Dwight Yoakam’s Greatest Hits from the 90’s. Yoakam veröffentlichte seine Version als Single, diese erreichte in den amerikanischen Country-Charts Platz zwölf, in den Billboard Hot 100 Platz 64 und in den britischen Charts Platz 35. Die Regie zum Musikvideo führte Yoakam selbst.

### Diana Ross mit Brian May
Diana Ross coverte das Lied 2006 auf ihrem Album I Love You. Brian May spielte sowohl Gitarre als auch Bass.

### Weitere Coverversionen
- Im Jahr 1980 coverten die Chipmunks das Lied auf ihrem Album Chipmunk Punk.[23]
- Im Jahr 1983 wurde das Lied in einer Instrumentalfassung als Titelmusik für das Commodore-64-Spiel „Frantic Freddie“ verwendet[24]
- Im Jahr 2003 coverte der kanadische Sänger Michael Bublé das Lied auf seinem Debütalbum Michael Bublé.[25]
- Der amerikanische Sänger Josh Kelley coverte das Lied 2005 auf dem Queen-Tributalbum Killer Queen: A Tribute to Queen.[26]
- Die britische Band McFly coverte das Lied auf ihrem Album Room on the Third Floor.[27]
- Die amerikanische Band Maroon 5 coverte das Lied als Bonusstück auf ihrem Album Hands All Over.[28]
- Lynda Carter benannte sogar ihr Album Crazy Little Things von 2011 nach dem auch von ihr gecoverten Lied[29]